# Julio Rivet
Julio Rivet (fl. XX secolo) è stato un calciatore argentino, di ruolo attaccante.

## Caratteristiche tecniche
Giocava come ala destra.

## Carriera

### Club
Nel 1922 figurava nella rosa del Del Plata, con cui aveva partecipato alla Copa Campeonato 1922, torneo in cui il club era giunto al 4º posto. Fu l'unico giocatore a essere convocato per un Campionato Sudamericano durante il suo periodo al Del Plata.

### Nazionale
Nel 1922 fu convocato per il Campeonato Sudamericano: in tale competizione esordì il 15 ottobre contro il Brasile a Rio de Janeiro. Quella gara rappresentò per lui anche il debutto assoluto in Nazionale. Giocò anche contro il Paraguay (18 ottobre), sempre da ala destra titolare. L'ultima sua presenza con la selezione nazionale risale al 10 dicembre 1922, nell'incontro con l'Uruguay valido per la Copa Gran Premio de Honor Uruguayo.

## Statistiche

### Cronologia presenze e reti in Nazionale
| Cronologia completa delle presenze e delle reti in nazionale ― Argentina | Cronologia completa delle presenze e delle reti in nazionale ― Argentina | Cronologia completa delle presenze e delle reti in nazionale ― Argentina | Cronologia completa delle presenze e delle reti in nazionale ― Argentina | Cronologia completa delle presenze e delle reti in nazionale ― Argentina | Cronologia completa delle presenze e delle reti in nazionale ― Argentina | Cronologia completa delle presenze e delle reti in nazionale ― Argentina | Cronologia completa delle presenze e delle reti in nazionale ― Argentina |
| Data                                                                     | Città                                                                    | In casa                                                                  | Risultato                                                                | Ospiti                                                                   | Competizione                                                             | Reti                                                                     | Note                                                                     |
| ------------------------------------------------------------------------ | ------------------------------------------------------------------------ | ------------------------------------------------------------------------ | ------------------------------------------------------------------------ | ------------------------------------------------------------------------ | ------------------------------------------------------------------------ | ------------------------------------------------------------------------ | ------------------------------------------------------------------------ |
| 15-10-1922                                                               | Rio de Janeiro                                                           | Brasile                                                                  | 2 – 0                                                                    | Argentina                                                                | Campeonato Sudamericano de Football                                      | -                                                                        |                                                                          |
| 18-10-1922                                                               | Rio de Janeiro                                                           | Argentina                                                                | 2 – 0                                                                    | Paraguay                                                                 | Campeonato Sudamericano de Football                                      | -                                                                        |                                                                          |
| 22-10-1922                                                               | Rio de Janeiro                                                           | Brasile                                                                  | 1 – 2                                                                    | Argentina                                                                | Copa Roca                                                                | -                                                                        |                                                                          |
| 12-11-1922                                                               | Montevideo                                                               | Uruguay                                                                  | 0 – 1                                                                    | Argentina                                                                | Copa Lipton                                                              | -                                                                        |                                                                          |
| 10-12-1922                                                               | Montevideo                                                               | Uruguay                                                                  | 0 – 1                                                                    | Argentina                                                                | Copa Gran Premio de Honor Uruguayo                                       | -                                                                        |                                                                          |
| Totale                                                                   |                                                                          | Presenze                                                                 | 5                                                                        |                                                                          | Reti                                                                     | 0                                                                        |                                                                          |